# 黃魁
黃魁（？—1402年），江西承宣布政使司吉安府人，明朝政治人物。
建文年間，黃魁任禮部侍郎，有學問品行。其與黃觀對人敬愛有加。燕王朱棣攻入南京后，黃魁不屈而亡。